# SS30
SS30（エスエスサーティー）は、宮城県仙台市青葉区中央4丁目にあるオフィスビルである。旧称は住友生命仙台中央ビルである。2017年（平成29年）にユナイテッド・アーバン投資法人が同社の資産運用会社であるジャパン・リート・アドバイザーズを通じて住友生命仙台中央ビルを含めた3棟および敷地を取得したことに伴い、オフィスビル以外の施設を含めて複合施設の総称を「SS30」とした。
オフィスビルは地上31階、地下3階の建物で、高さは143メートル（アンテナ部を含めると高さ172メートル）である。東北地方で初めて建てられた高さ100メートルを超える超高層ビルであり、仙台市の政令指定都市移行と市制100周年の年である1989年（平成元年）に完成した。これにより仙台第一生命タワービルを超えて、当時としては東北地方で最も高いビルになった。ただし現在では、2010年（平成22年）に竣工した仙台トラストタワーが東北地方で最も高い。

## 名称
名称の所以は、Sky Symphony の頭文字の「SS」、階数の「30」からである。実際は31階建てであるが、使用されているのフロアは30階までであるため、「30」となっている。
| 建物                 | 名称                             | 所有者                | 管理・運営           |
| -------------------- | -------------------------------- | --------------------- | -------------------- |
| オフィス棟           | 住友生命仙台中央ビル (SS30)      | 住友生命保険 相互会社 | 陽光ビルサービス     |
| ホテル棟             | 仙台国際ホテル                   | 住友生命保険 相互会社 | 仙台国際ホテル（株） |
| フィットネスクラブ棟 | セントラルフィットネスクラブ仙台 | 住友生命保険 相互会社 | セントラルスポーツ   |

| 建物                 | 総称 | 名称                               | 所有者                         |
| -------------------- | ---- | ---------------------------------- | ------------------------------ |
| オフィス棟           | SS30 | SS30                               | ユナイテッド・アーバン投資法人 |
| ホテル棟             | SS30 | 仙台国際ホテル                     | ユナイテッド・アーバン投資法人 |
| フィットネスクラブ棟 | SS30 | セントラルフィットネスクラブ24仙台 | ユナイテッド・アーバン投資法人 |

## 施設構成
2階から27階がオフィスフロアで、28階から30階には結婚式場やレストランがある。30階南側は無料の展望台となっており、21時まで一般に開放されている。またエレベーターは、ビル中央部にあるオフィス階用と、西南西のビル端部にあるレストラン・展望台用のエレベーターに分かれており、後者は昇降しながら外の景色を眺めることができる。
アンテナ部には当時、マイクロ波による長距離通信網を構築していた第二電電のパラボラアンテナが設置されていたが、2006年（平成18年）までに撤去されている。またアンテナ構造物の上半分は2011年の震災で落下した。その後、復元はなされていない模様。
AERと同様、当ビル専用の郵便番号があり、階数によって異なる。
かつて、ビル2階では七十七銀行の有人出張所である「本店営業部住生中央ビル出張所」が営業していたが、2004年（平成16年）、北に300mほどのところにある本店営業部に統合、別途設置のビル1階のATMは残された。また出張所隣には「仙台SS30内郵便局」もあったが、こちらは2013年3月29日の営業を最後に廃局となった。
車寄せが北目町通沿いにある。また、有料の駐車場がある（平面234台、機械式90台）。

## 沿革
SS30や仙台国際ホテルがある区画は、宮城女学校（現・宮城学院）が校舎を建設するにあたって地道に取得してつくった「東二番丁校地」の跡地である。1980年（昭和55年）に宮城学院は「東二番丁校地」にあった宮城学院中学校・高等学校・宮城学院女子大学を桜ヶ丘に移転した。その後、この跡地は、エンドーチェーン仙台駅前店の平面駐車場として利用されていた。1983年（昭和58年）にはその駐車場にステージなどを設置して西部警察 PART-IIIのロケが行われ、1万人が集まったとされる。
この土地を住友生命が1982年（昭和57年）3月に取得（金額は不明）し、オフィス棟（当ビル）、ホテル棟（仙台国際ホテル）、フィットネスクラブ棟（セントラルスポーツが運営するセントラルフィットネスクラブ仙台）を建設することになった。1987年（昭和62年）1月に着工され、1989年（平成元年）2月に「住友生命仙台中央ビル」（SS30）が竣工した。仙台国際ホテルは同年10月14日の開業した。
2017年（平成29年）3月1日、ユナイテッド・アーバン投資法人が同社の資産運用会社であるジャパン・リート・アドバイザーズ株式会社を通じ、これら3棟および敷地（面積1万5542平方メートル）を同年3月30日に182億円で取得すると発表した。これに伴い、3棟の複合施設の総称を「SS30」とした。また、オフィス棟も個別に呼ぶ際にはSS30とも呼び、取得予定日から約1年間は「住友生命仙台中央ビル」も便宜的に併用するとしていた。

## 立地

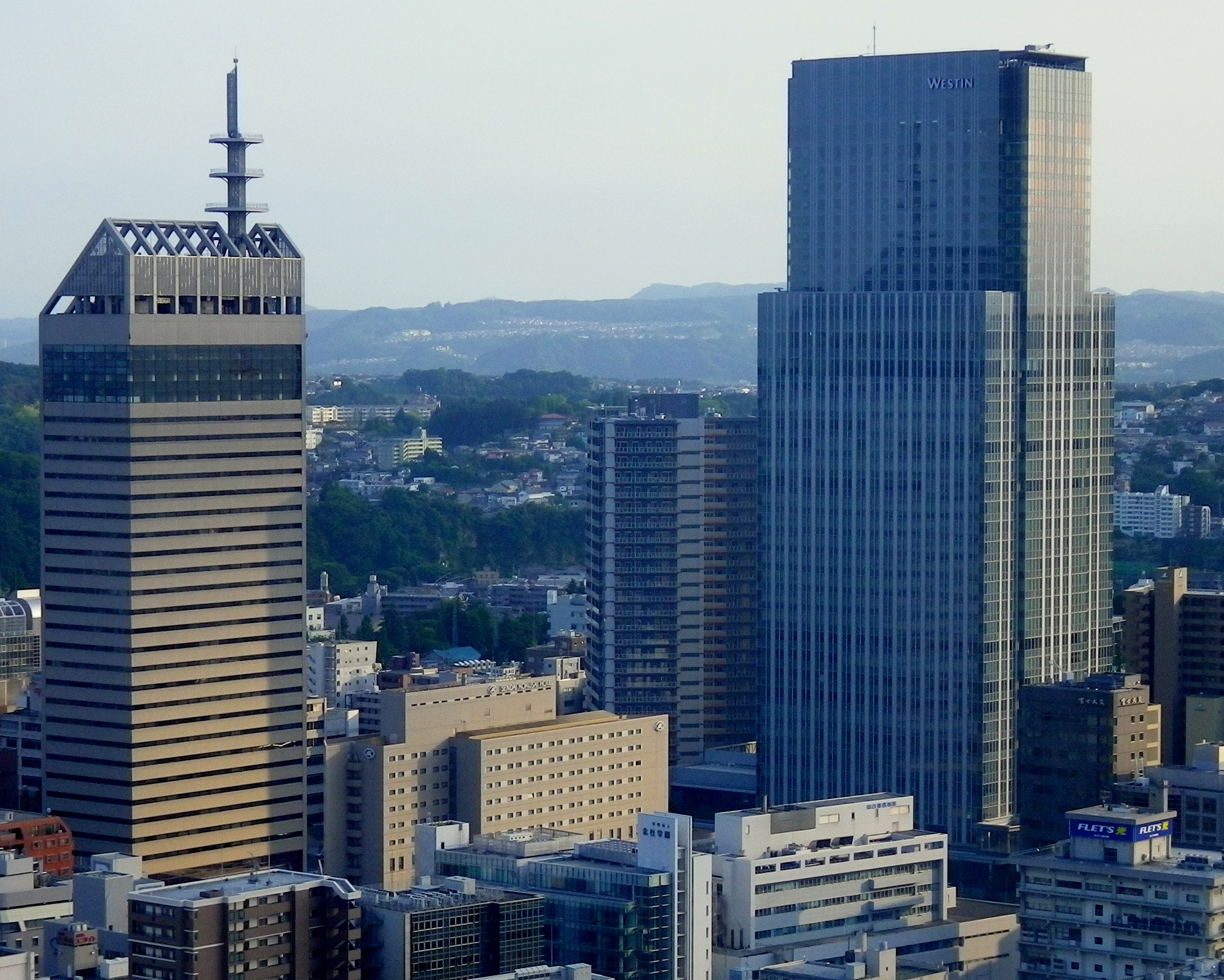
AERから撮影したSS30（左）と仙台トラストシティ（右）。

SS30はJR、仙台市地下鉄の仙台駅から徒歩で約8分の位置にある。敷地の北側に柳町通、南側に北目町通、西側に東二番丁通、東側に東三番丁通が通っている。敷地の周辺には仙台トラストシティや河北新報社、仙台中央郵便局などがある。